# Sianský incident
Sianský incident je název užívaný pro události spojené se zatčením a následným propuštěním Čankajška v čínském městě Si-an v závěru roku 1936.

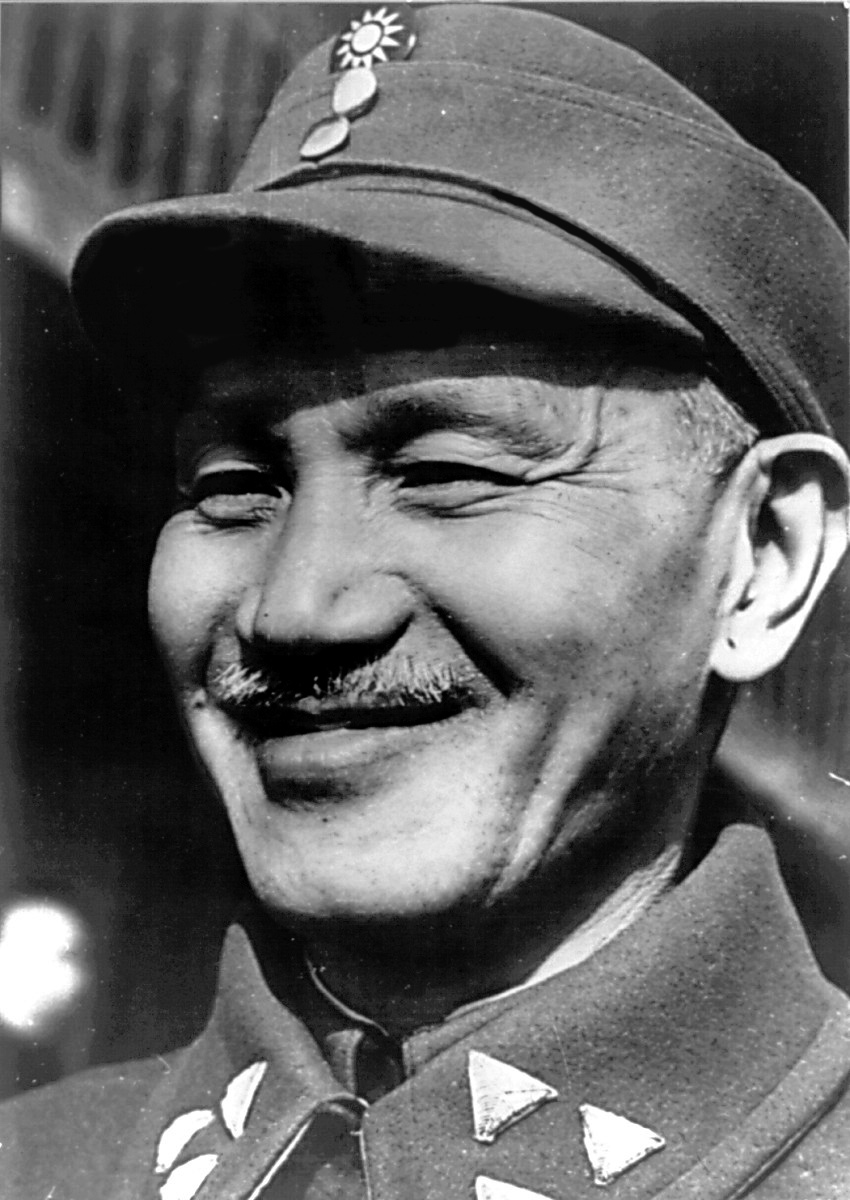
Generalissimus Čankajšek v březnu 1945

Sianský incident se odehrál na pozadí rivality mezi Kuomintangem vedeným Čankajškem a komunisty vedenými Mao Ce-tungem. Po podepsání Paktu proti Kominterně v listopadu 1936 usoudil Mao Ce-tung, že je třeba sjednotit se s Čankajškem v boji proti Japoncům a chtěl s ním uzavřít příměří. Naopak Čankajšek usoudil, že nastala vhodná doba pro konečnou likvidaci komunistů a nařídil generálovi Čang Süe-liangovi zahájit proti nim ofenzívu, tzv. šestou kampaň. Jeho názor nesdílely četné studentské a vojenské kruhy z tzv. levého křídla Kuomintangu, kde měla velký vliv Kominterna, a to včetně samotného generála. Ten místo útoku nařídil Čankajška zatknout. Stráže věrné Čankajškovi odolávaly pokusu o jeho noční zatčení tak dlouho, že se mu podařilo uprchnout do nedalekých kopců, byť pouze v noční košili. Když byl vypátrán, nacházel se kvůli chladnému počasí v tak zbědovaném stavu, že jej vojáci museli k Čang Süe-liangovi donést na zádech. Ten se mu omluvil za špatné zacházení a znovu jej požádal o změnu politiky vůči komunistům. Poté, co se o zatčení dozvěděl Mao Ce-tung, chtěl využít příležitosti a žádal po Čang Süe-liangovi Čankajškovu popravu. Pravé křídlo Kuomintangu požadovalo bombardování Si-anu, Čankajškova manželka se snažila zorganizovat jednání o dalším postupu v Čchung-čchingu. Do hry ovšem vstoupil Sovětský svaz, v jehož zájmu bylo udržet čínské síly jednotné v boji proti Japoncům. Přes vedení Kominterny dostal Čang Süe-liang příkaz, aby Čankajška propustil. Mao Ce-tunga to sice velmi pobouřilo, ale též se podřídil. Výsledkem celého incidentu bylo příměří mezi Kuomintangem a komunisty. Mao Ce-tung pochopil, že i pro Moskvu je hlavním partnerem Čankajšek, a na rozdíl od něj se soustředil spíše na boj s Japonci. Usoudil, že tím získá největší podporu mas v následném střetu.